# 청베이구

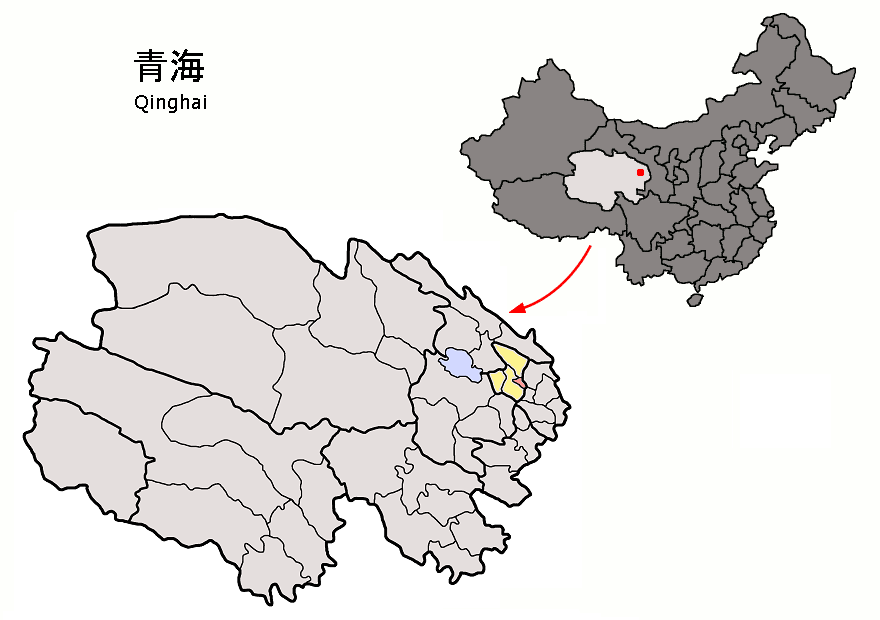
시닝 시구의 위치

청베이구(한국어: 성북구, 중국어: 城北区, 병음: Chéngběi Qū)는 중화인민공화국 칭하이성 시닝 시의 현급 행정구역이다. 넓이는 138km2이고, 인구는 2007년 기준으로 210,000명이다.

## 기후
연평균 기온은 4.9°C이고 연평균 강수량은 379mm이다.

## 행정 구역
3개 가도, 2개 진을 관할한다.
- 가도: 朝阳街道, 小桥大街街道, 马坊街道.
- 진: 大堡子镇, 廿里铺镇.